# IBM 604

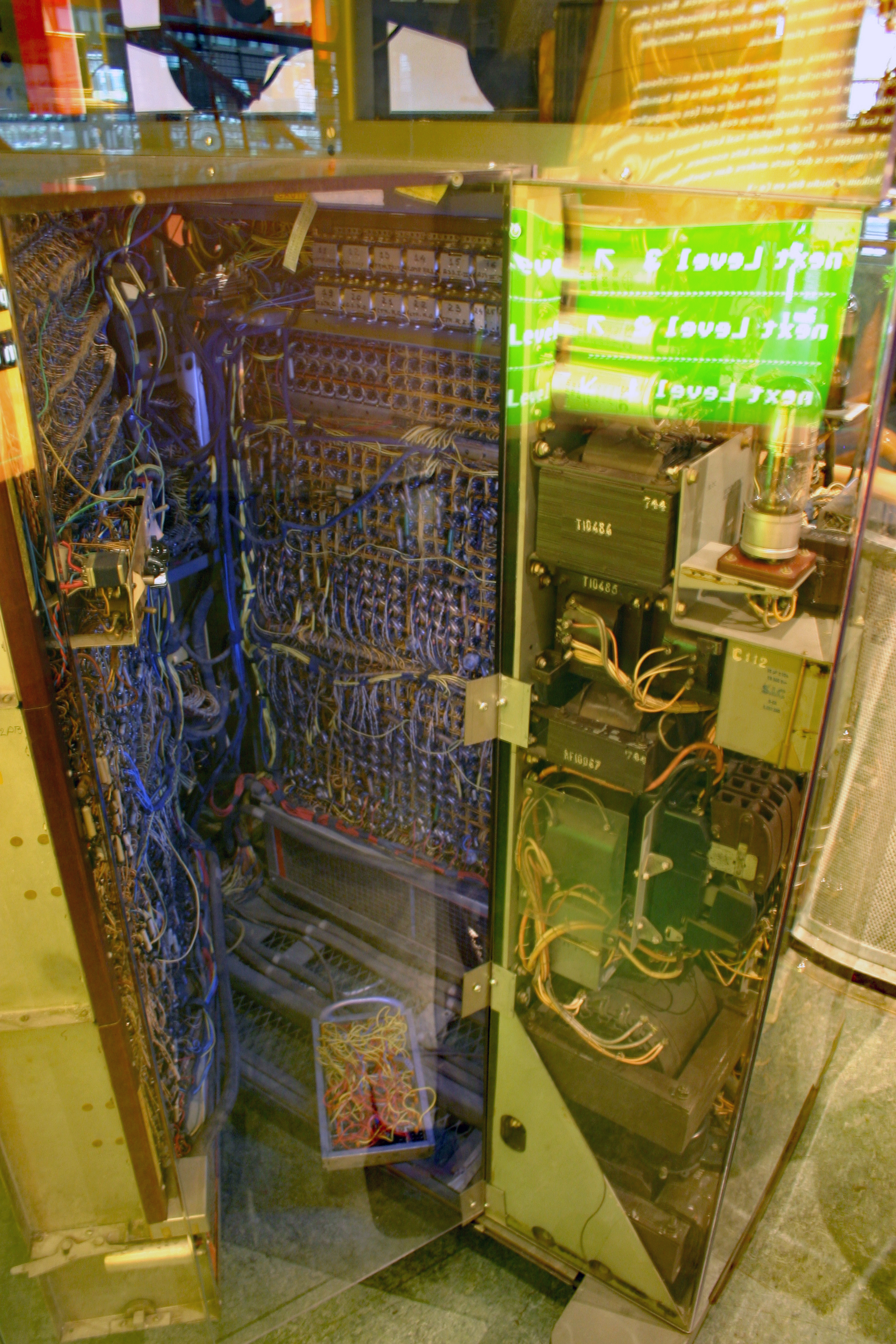
IBM 604 Electronic Calculator

Die IBM 604 wurde 1948 von der Firma IBM auf den Markt gebracht und stellte eine Hybridlösung zwischen einer Tabelliermaschine und einem Universalrechner dar. Das System stand zeitlich in der Übergangsphase zwischen den Tabelliermaschinen und den Großrechnern, wie die 1953 eingeführte IBM 701. 
Die Maschine war eine programmierbare Tabelliermaschine und baute technisch auf der IBM 603 auf. Die IBM 604 beherrschte Festkommazahl-Arithmetik. Die Grundrechenarten wurden mit dualkodierten Dezimalziffern vom System realisiert. Am Anfang konnten 40 Programmschritte auf austauschbaren Steckfeldern programmiert werden, später dann 60 Programmschritte. Bei der Maschine fanden Lochkarten Verwendung. Im Jahr 1954 wurde eine nicht zum Verkauf bestimmte auf Transistoren basierende Variante der IBM 604 vorgestellt. 
Das IBM-Museum in Sindelfingen und das American Computer Museum in Bozeman, Montana (USA) verfügen über eine IBM 604.